# Марлин (Тексас)
Марлин (енгл. Marlin) град је у америчкој савезној држави Тексас. По попису становништва из 2010. у њему је живело 5.967 становника.

## Демографија
Према попису становништва из 2010. у граду је живело 5.967 становника, што је 661 (10,0%) становника мање него 2000. године.
| Група             | 2000.         | 2010.         |
| Белци             | 2.406 (36,3%) | 1.781 (29,8%) |
| Афроамериканци    | 2.948 (44,5%) | 2.717 (45,5%) |
| Азијати           | 13 (0,2%)     | 23 (0,4%)     |
| Хиспаноамериканци | 1.213 (18,3%) | 1.415 (23,7%) |
| Укупно            | 6.628         | 5.967         |